# Ellious Bocthor
Ellious Bocthor, né le 12 avril 1784 à Syout en Haute-Égypte et décédé le 26 septembre 1821 à Paris est un orientaliste et lexicographe français d'origine copte. 
Engagé comme interprète dans l'Armée d'Orient, il vint s'installer à Paris en 1812. Après avoir été interprète au Dépôt général de la guerre, il fut nommé professeur d'arabe vulgaire à l'École des Langues orientales en 1820. 
Ellious Bocthor est l'auteur d'un Traité des conjugaisons en arabe et d'un Dictionnaire français-arabe qui fut revu et augmenté par Armand-Pierre Caussin de Perceval et publié en 1828-1829.

## Principaux ouvrages
- Dictionnaire français-arabe, par Ellious Bocthor, revu et augmenté par A. Caussin de Perceval, deux tomes 1828-1829: Tome 1, A - K et Tome 2, L - Z.